# Himatolabus
Genre
Himatolabus est un genre d'insectes coléoptères de la famille des Attelabidae

## Liste d'espèces
Selon ITIS:
- Himatolabus axillaris (Gyllenhal, 1839)
- Himatolabus pubescens (Say, 1826)

## Première publication
Jekel, H. 1860: Coleoptera. Fam. Curculionides. In: Saunders, W.W. Insecta Saundersiana: or characters of undescribed insects in the collection of William Wilson Saunders, Esq. Vol.: 2.